# Barry Magee
Arthur Barrington « Barry » Magee  (né le 6 février 1934 à New Plymouth) est un athlète néo-zélandais spécialiste du 10 000 mètres et du marathon. Entraîné par Arthur Lydiard et licencié au Three Kings Athletic Club, Magee mesure 1,65 m pour 53 kg.

## Carrière

### Palmarès
| Date | Compétition                                     | Lieu    | Résultat | Épreuve  | Performance       |
| ---- | ----------------------------------------------- | ------- | -------- | -------- | ----------------- |
| 1958 | Jeux de l'Empire britannique et du Commonwealth | Cardiff | 8e       | 6 miles  | 30 min 27 s 2     |
| 1960 | Marathon de Fukuoka                             | Fukuoka | 1er      | Marathon | 2 h 19 min 04 s   |
| 1960 | Jeux olympiques d'été                           | Rome    | 3e       | Marathon | 2 h 17 min 18 s 2 |
| 1962 | Jeux de l'Empire britannique et du Commonwealth | Perth   | 4e       | 6 miles  | 28 min 41 s 0     |

### Records
| Épreuve       | Performance     | Lieu | Date |
| ------------- | --------------- | ---- | ---- |
| 10 000 mètres | 28 min 50 s 8   |      | 1961 |
| Marathon      | 2 h 17 min 19 s |      | 1960 |